# Hemicopsis purpuraria
Hemicopsis purpuraria är en fjärilsart som beskrevs av Swinhoe 1904. Hemicopsis purpuraria ingår i släktet Hemicopsis och familjen mätare. Inga underarter finns listade i Catalogue of Life.